# Kevin Friesenbichler
Kevin Friesenbichler (* 6. Mai 1994 in Weiz) ist ein österreichischer Fußballspieler auf der Position eines Stürmers.

## Vereinskarriere

### Anfänge in Österreich und München
Friesenbichler begann seine Vereinskarriere im Nachwuchsbereich des SC Weiz. Nach acht Jahren wechselte er in die Akademie der Wiener Austria. 2009 ging er nach Niederösterreich in die Akademie des FC Admira Wacker Mödling. Bei der Admira spielte er in der Saison 2009/10 auch zwei Mal für die Amateure in der Regionalliga. Zur Saison 2010/11 kam er nach Deutschland in das Nachwuchsleistungszentrum des FC Bayern München. Dort kam er, obwohl erst 16 Jahre alt, meist für die U19 in der A-Junioren-Bundesliga Süd/Südwest zum Einsatz, fiel aber im Frühjahr 2011 längere Zeit verletzungsbedingt aus. Mit der Mannschaft erreichte er nur den siebten Tabellenplatz. In der Folgesaison war er mit neun Toren in 14 Ligaspielen – er verpasste verletzungsbedingt wiederum einige Spiele – maßgeblich am Erfolg der A-Junioren beteiligt, die in der Liga mit sechs Punkten Vorsprung den ersten Platz belegte und somit für die Endrunde um die deutsche A-Junioren-Meisterschaft qualifiziert war. Mit der Mannschaft erreichte er dort das Endspiel, das jedoch gegen Schalke 04 verloren wurde. Zudem saß er in jener Saison einmal bei einem Spiel der Amateure in der viertklassigen Regionalliga Bayern auf der Ersatzbank. Anschließend spielte er noch ein halbes Jahr in der A-Jugend, bevor er nach der Winterpause 2012/13 in die zweite Mannschaft übernommen wurde. Dort erzielte er in seinem ersten Punktspiel am 23. März 2013 beim 3:2-Heimsieg gegen den TSV Buchbach mit dem Treffer zum 2:1 per Foulelfmeter in der 56. Minute sein erstes Tor.

### Über Lissabon nach Polen und Österreich
Im Sommer 2014 wechselte er in die zweite portugiesische Liga zu Benfica Lissabon B, der zweiten Mannschaft des portugiesischen Rekordmeisters Benfica Lissabon, für den er aber nie zum Einsatz kam. Im August desselben Jahres wurde er an den polnischen Erstligisten Lechia Gdańsk verliehen, mit dem er die Meisterrunde als Tabellenvierter beendete. 2015 wurde er erneut verliehen, diesmal an seinen ehemaligen Jugendklub Austria Wien. Sein Debüt in der Bundesliga gab er am zweiten Spieltag der Saison 2015/16 im Spiel gegen den SCR Altach. Im Juli 2016 wurde er, nachdem er mit Benfica an der Saisonvorbereitung teilgenommen hatte, erneut an die Austria verliehen. In der Saison 2016/17 kam der Stürmer für den Verein in 32 von 36 Ligaspielen zum Einsatz und erzielte dabei fünf Tore, konnte sich jedoch keinen Stammplatz erarbeiten. Im Juli 2017 nahm ihn die Austria ohne Rückkehr nach Portugal fest unter Vertrag.
Im Jänner 2019 wurde er bis Saisonende an den Ligakonkurrenten Wolfsberger AC verliehen, mit dem er sich als Tabellendritter für die Gruppenphase der Europa League qualifizierte.

### Ein zweites Mal in Deutschland und Wechsel nach Graz
Der in die deutsche 2. Bundesliga aufgestiegene VfL Osnabrück nahm den Stürmer zur Saison 2019/20 für zwei Jahre unter Vertrag. Friesenbichler kam aufgrund einer Operation am Knie auf lediglich sechs Ligapartien sowie einen Einsatz beim 2:3 gegen RB Leipzig im DFB-Pokal.
Bereits Ende Jänner 2020 kehrte der Österreicher in die Heimat zurück, nachdem Osnabrück mit Assan Ceesay einen weiteren Stürmer verpflichtet hatte, und wechselte zum SK Sturm Graz, bei dem er einen bis Juni 2021 laufenden Vertrag erhielt. Nach der Saison 2020/21 verließ er die Grazer nach 36 Bundesligaeinsätzen, in denen ihm vier Tore gelangen.

### Über Lettland zurück nach Danzig
Nach seinem Abgang aus Graz wechselte Friesenbichler im Juni 2021 nach Lettland zum FK RFS. Dort traf er auf seinen Landsmann Tomáš Šimkovič. Bis zum Ende der Saison 2021 kam er für RFS zu neun Einsätzen in der Virslīga, in denen er dreimal traf. Mit dem Hauptstadtklub wurde er Meister. In der Saison 2022 kam er zu 32 Ligaeinsätzen, in denen er acht Tore machte. Zudem qualifizierte er sich mit RFS für die Gruppenphase der UEFA Europa Conference League, in der er sechsmal eingesetzt wurde.
Im Jänner 2023 kehrte Friesenbichler zu Lechia Gdańsk zurück. Seine zweite Zeit in Polen verlief unglücklich, bei Lechia war er zumeist nur Ersatzspieler und blieb in zwölf Einsätzen in der Ekstraklasa torlos. Mit Gdańsk stieg er am Ende der Saison 2022/23 zudem aus dem Oberhaus ab.

### Zurück in Österreich
Daraufhin wechselte Friesenbichler zur Saison 2023/24 erneut zurück nach Österreich, wo er sich dem Zweitliga-Aufsteiger DSV Leoben anschloss. Nach rund eineinhalb Jahren verließ er den finanziell schwer angeschlagenen Klub, der kurz darauf Konkurs anmelden musste, zum Regionalligisten SV Wildon.

## Nationalmannschaftskarriere
Friesenbichler bestritt sein erstes Länderspiel als 15-Jähriger für die U-16-Nationalmannschaft am 14. August 2009 beim 8:0-Sieg im Test-Länderspiel gegen Liechtenstein, bei dem er zwei Tore erzielte. Es folgten 36 weitere Einsätze für die österreichischen Juniorennationalmannschaften. Mit der U-21-Nationalmannschaft scheiterte er in der Qualifikation für die Europameisterschaft 2017 in den Play-offs knapp an der spanischen U-21.

## Trainerkarriere
In der Saison 2021/22 fungierte Friesenbichler als Co-Trainer des USV St. Marein/Graz und übte, sofern es seine Zeit zuließ, die Funktion des Co-Trainers auch von 2023 bis 2025 beim SV Pachern. Seit Dezember 2024 befindet er sich im Besitz der UEFA-B-Trainerlizenz.

## Familie
Friesenbichler ist der Sohn von Bruno Friesenbichler und Neffe von Günter Friesenbichler, beides ehemalige Fußballspieler, die auch zu Erstligaeinsätzen kamen. Sein jüngerer Bruder Robin ist ebenfalls Fußballer.